# Écureuil géant de l'Inde
Ratufa indica
Espèce
Statut de conservation UICN

 LC  : Préoccupation mineure
Statut CITES
Répartition géographique
L'écureuil géant de l'Inde (Ratufa indica) est une espèce de grands écureuils du genre Ratufa originaire de l'Inde. C'est un grand Sciuridé diurne, arboricole et principalement herbivore que l'on trouve en Asie du Sud.

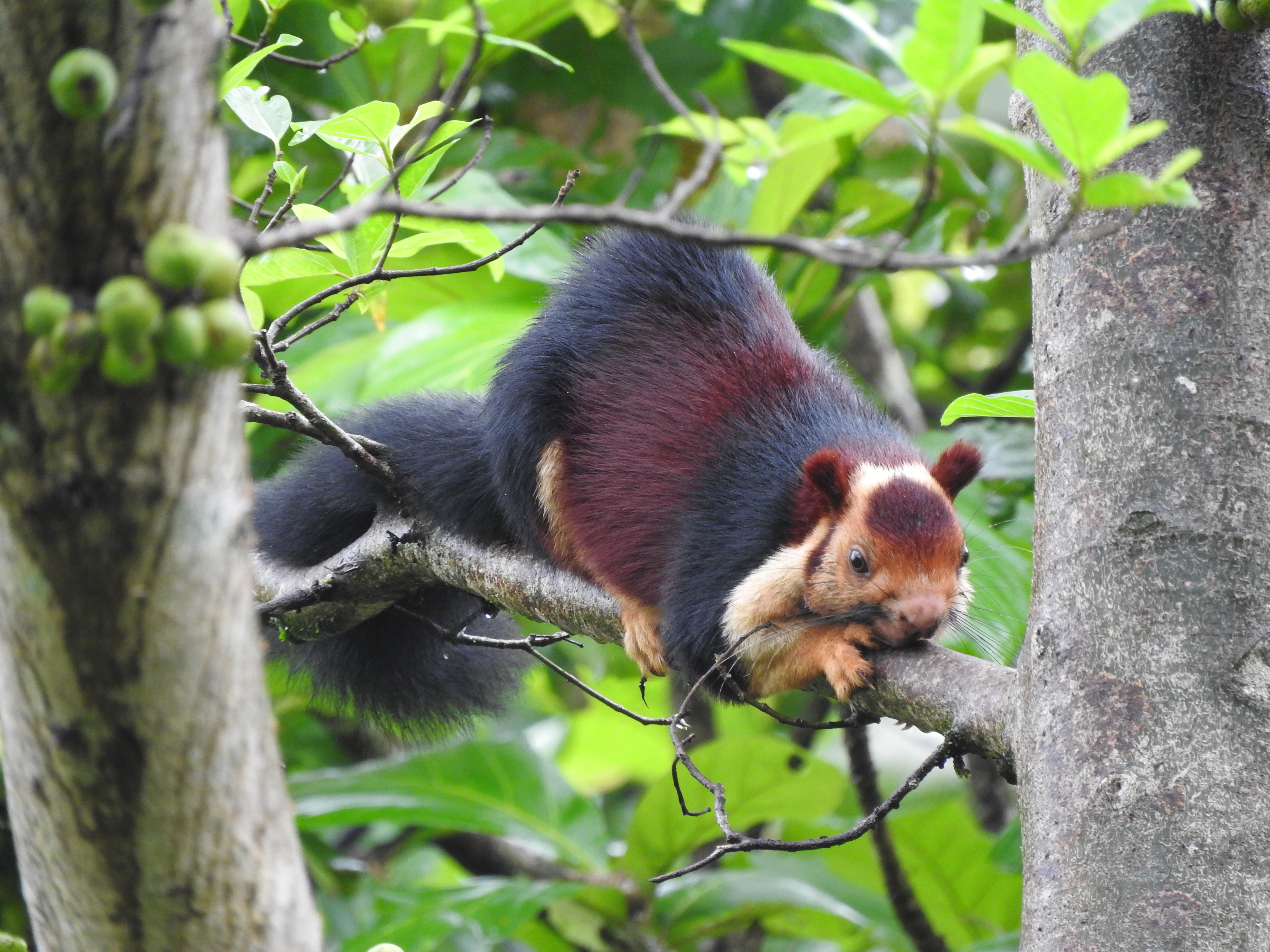
Un Écureuil géant de l'Inde aux chutes d', au Kerala.

## Caractéristiques physiques
La longueur de la tête et du corps de l'adulte varie autour de 35 cm et la longueur de la queue est d'environ 60 cm soit près d'un mètre en tout pour un poids adulte de 2 kg en période faste.
Le pelage de Ratufa indica a un schéma de couleur bicolore (et parfois tricolore) très visible. Les couleurs concernées peuvent être le beige-crème, le chamois, le fauve, la rouille, le brun ou même le noir pangaré. Les parties inférieures et les pattes antérieures sont en général de couleur crème tandis que la tête peut être brune ou beige, mais il y a une tache blanche distinctive entre les oreilles.
A l'instar des autres écureuils, il dispose d'une langue râpeuse lui permettant de ne pas s'étouffer avec ses poils lorsqu'il se lèche la queue, qu'il a plus grosse que ses congénères.

## Comportement

### Sociologie et comportements territoriaux
L'Écureuil géant de l'Inde est une espèce qui vit dans la partie supérieure de la canopée, qui quitte rarement les arbres et qui a besoin de « grands arbres abondamment ramifiés pour la construction des nids ».
Il se déplace d'arbre en arbre avec des sauts allant jusqu'à 6 m de longueur. Souvent, en cas de danger, le Ratufa indica se fige ou s'aplatit souvent contre le tronc de l'arbre au lieu de s'échapper. Ses principaux prédateurs sont les rapaces et le léopard. L'écureuil géant de l'Inde est surtout actif tôt le matin et le soir, se reposant à midi. Ce sont en général des animaux solitaires qui ne se rassemblent que pour la reproduction. Comme la plupart des Sciuridés, l'espèce joue un rôle important dans la formation de l'écosystème de son habitat en se livrant à la dispersion des graines.
L'Écureuil géant de l'Inde vit seul ou en couple. Il construit de grands nids globulaires de rameaux et de feuilles, les plaçant sur des branches plus minces où les grands prédateurs ne peuvent les atteindre. Ces nids deviennent visibles dans les forêts de feuillus pendant la saison sèche. Un individu peut construire plusieurs nids dans une petite zone de forêt pour servir de dortoir, dont un sert de nurserie.

### Alimentation

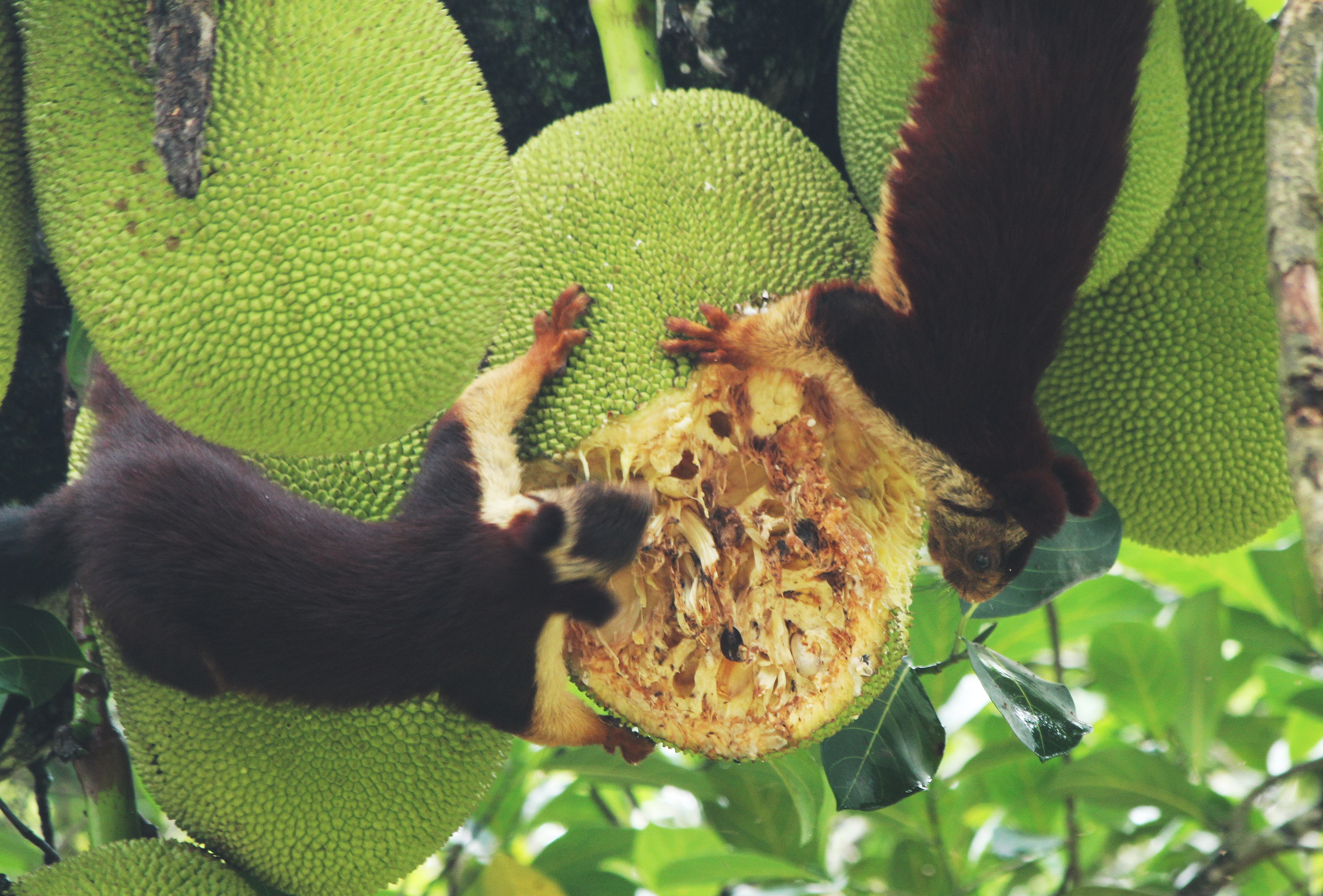
Des écureuils de l'Inde se nourrissent d'un jacque mûr.

L'alimentation comprend des fruits, des fleurs, des noix et l'écorce d'arbres. Certaines sous-espèces sont omnivores et mangent aussi des insectes et des œufs d'oiseaux.

### Reproduction
La reproduction en captivité de l'Écureuil géant oriental, un parent proche, a indiqué des naissances en mars, avril, septembre et décembre. Les jeunes pèsent 74,5 g à la naissance et ont une longueur de 27,3 cm. Au Kanara, l'Écureuil géant de l'Inde a été repéré avec des jeunes en mars[réf. nécessaire].

## Répartition
L'espèce est endémique des forêts décidues, semi-décidues (en) et sempervirents humides de l'Inde péninsulaire, s'étendant au nord jusqu'à la chaîne de collines des Satpura au Madhya Pradesh (env. 22° N).

## Sous-espèces

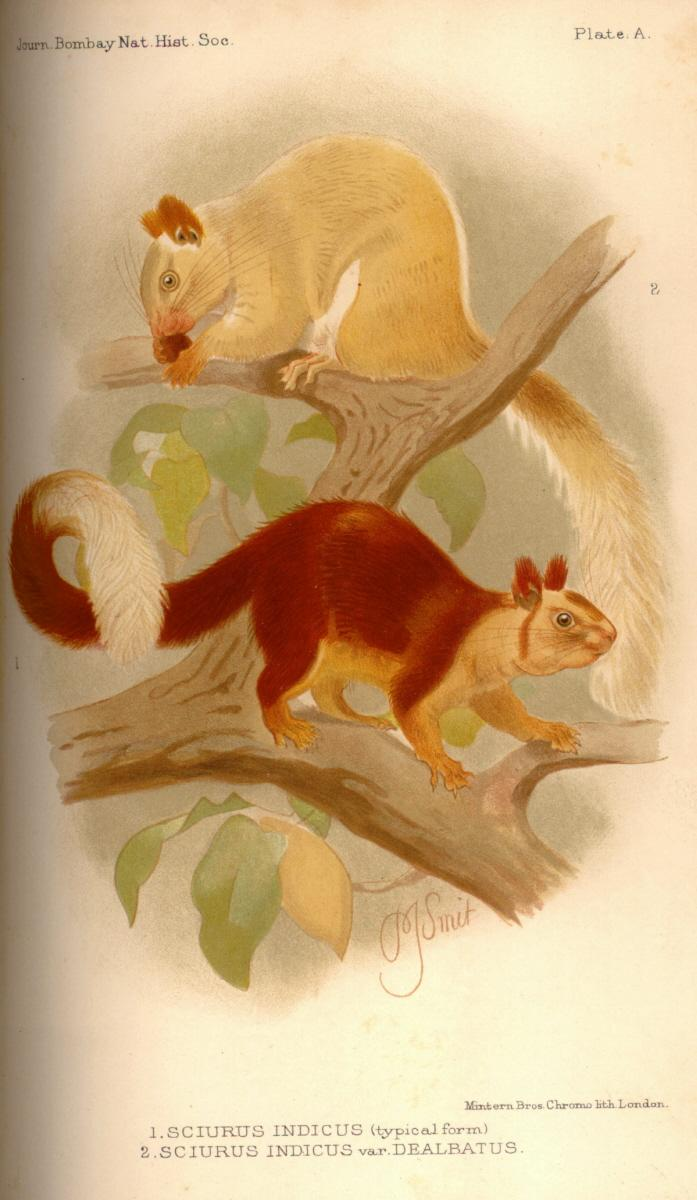
Ratufa indicus dealbatus (haut) et Ratufa indicus typicus (bas)

Le nombre admis de sous-espèces de la lignée Ratufa indica est communément de quatre, ou cinq,.
- R. i. indica Erxleben, 1777[12]
- R. i. centralis Ryley, 1913[13]
- R. i. maxima Schreber, 1784[14]
- R. i. superans Ryley, 1913[13]
- R. i. bengalensis Blanford, 1897

Le rouille et chamois Ratufa indica centralis (Ryley, 1913) vit dans les forêts tropicales sèches et sèches de feuillus de l'Inde centrale, près de Hoshangabad. Le Ratufa indica dealbata chamois et fauve (Figure 1, en haut) se trouve dans les forêts tropicales humides de feuillus du district de Dang.  Le Ratufa indica maxima plus sombre, noir pangaré, fauve et beige (et le plus foncé) (Schreber, 1784) (figure 2, en bas) est dans la forêt tropicale humide persistante de Malabar. Quant à Ratufa indica bengalensis (Blanford, 1897) (figure 2, en haut), brun foncé, fauve et beige (et le plus grand), vit dans les forêts tropicales semi-persistantes à l'est des montagnes Brahmagiri, en Kodagu, jusqu'à la côte de la baie du Bengale, en Orissa. On le voit aussi (brun foncé) sur les collines de Tirumala, à Tirupati, ainsi que dans les parcs nationaux de Nagarhole et de Bandipur qui longent la rivière Kabini.
Le tableau ci-dessous énumère les quatre sous-espèces reconnues (d'après Thorington & Hoffmann 2005) de Ratufa indica, ainsi que tout synonyme associé à chaque sous-espèce :
| Sous-espèces    | Autorité        | Synonymes                                 |
| --------------- | --------------- | ----------------------------------------- |
| R. i. indica    | Erxleben (1777) | bombaya, elphinstoni, purpureus, superans |
| R. i. centralis | Ryley (1913)    | aucun                                     |
| R. i. dealbata  | Blanford (1897) | aucun                                     |
| R. i. maxima    | Schreber (1784) | bengalensis, malabarica                   |